# Kiganda
Kiganda è un comune del Burundi situato nella provincia di Muramvya con 48.730 abitanti (censimento 2008).

## Geografia antropica

### Suddivisioni amministrative
Il comune è suddiviso in 16 colline.